# Jaime Andrews
Jaime Allison Andrews (21 de octubre de 1976 en Long Island, Nueva York) es una actriz, productora, dramaturga y directora empresarial estadounidense conocida por su participación en la serie truTV Presents: World's Dumbest....
A lo largo de los años, ha aparecido en diversos anuncios televisivos y recientemente se ha incorporado al reparto de la serie Good Girls Revolt.

## Biografía

### Primeros años
Empezó actuando en espectáculos infantiles. En 2001 debutaría en televisión en el primer episodio de Crash Test en la cadena The Nashville Network (Spike en el presente), sin embargo, la serie fue cancelada tras dos episodios, siendo el último emitido en 2004.
También solía actuar en varios teatros de Nueva York hasta 2005, cuando se trasladó a Los Ángeles.[cita requerida]

### Trayectoria
Pasó a formar parte de la compañía teatral Sacred Fools. Entre sus actuaciones en los escenarios destacan: Goose & Tomtom, Claire Z, La Bête, The Swine Show, Forbidden Zone: Live in the 6th Dimension, Fast & Loose, Serial Killers y Absolutely Filthy (An Unauthorized Peanuts Parody).
Como productora, estuvo al cargo de las obras de 2007 y 2010: The Gas House y Baal respectivamente, así como Cookie & the Monster en 2015 donde aparte del guion, fue protagonista principal. Con esta producción obtuvo el premio al mejor reparto en el Hollywood Fringe Festival.
A partir de 2009 hasta 2013 dirigió la compañía teatral, trabajo que compaginó con la interpretación.